# Gräfin Mariza (1932)
Gräfin Mariza ist eine nach Melodien von Emmerich Kálmán gestaltete, frühe deutsche Tonfilmoperette, die Richard Oswald 1932 mit den Schauspielern Dorothea Wieck und Hubert Marischka inszeniert hatte.

## Handlung
Gräfin Mariza besitzt ein ziemlich heruntergewirtschaftetes, ungarisches Landgut, lebt aber überwiegend in der Stadt. Ihr Gutsverwalter ist der verarmte Graf Wittemburg, der hier allerdings unter dem Namen Bela Török seinen Dienst verrichtet und seiner eigenen Chefin bislang nie begegnet ist. Durch Baron Liebenberg, einem glühenden Verehrer der Gräfin, erfährt Török, dass Mariza demnächst ihre Rückkehr avisiert habe. Sie wolle hier die Verlobung mit ihrem Zukünftigen, einem gewissen Koloman Szupan, vollziehen. Was niemand weiß: Die Mariza hat Szupan erfunden, um einen weiteren Verehrer, den hartnäckigen Fürsten Popoff, auf Distanz zu halten. Ganz verärgern darf sie diesen jedoch nicht, denn Popoff ist ihr größter Gläubiger. An Marizas Seite reist Lisa Török, die Schwester des Gutsverwalters, die aber nichts von der Anstellung des Bruders auf dem Gut weiß.
Gräfin Mariza kommt auf ihrem Gut an, und ihre dort sie erwartenden Angestellten sind sehr erstaunt, dass sie ihren Verlobten in spe nicht mitgebracht hat. Zu ihrem Erstaunen lässt sich allerdings beim abendlichen Diner ein Koloman Szupan anmelden – den Mann gibt es tatsächlich! Dieser hoch verschuldete Herr hatte in der Zeitung von der Verlobungsankündigung gelesen und hofft nun, sich bei der Gräfin finanziell gesundstoßen zu können.
Gräfin Mariza und ihr Gutsverwalter verstehen sich von Anbeginn sehr gut, doch in der Adeligen kocht die Eifersucht hoch, als sie sieht, wie Török mit ihrer jungen Freundin Lisa spricht. Wie kann sie wissen, dass Lisa die Schwester Töröks ist, denn dieser hatte Lisa dazu verdonnert, keinesfalls über beider verwandtschaftliches Verhältnis zu plaudern. Mariza nimmt nun an, dass Töröks Interesse an ihr nur geheuchelt sei und dass er, wie dieser Herr Szupan, es lediglich auf ihr Vermögen abgesehen habe. Török fühlt sich zutiefst missverstanden und will, verletzt wie er ist, augenblicklich das Gut verlassen. Da greift Lisa ein und informiert die Gräfin über beider verwandtschaftliches Verhältnis. So kommt es erst zu einer Versöhnung und dann zu einer Doppelverlobung, denn neben Graf Wittemburg alias Török und Gräfin Mariza haben sich auch die Herzen von Lisa Wittemburg und dem ominösen Koloman Szupan gefunden.

## Produktionsnotizen
Gräfin Mariza entstand zwischen dem 23. Juni und dem 29. August 1932 in den UFA-Ateliers in Berlin-Tempelhof und wurde am 15. September 1932 in Leipzig uraufgeführt. Die Berliner Premiere fand fünf Tage später im Titania-Palast und im Primus-Palast statt. In Österreich lief der Film am 26. Oktober 1932 an. Der dritte Akt des Films wurde bei der Wiener Uraufführung vom Wiener Rundfunksender übertragen.
Artur Guttmann übernahm die musikalische Leitung. Die Liedtexte verfassten Julius Brammer und Alfred Grünwald. Die Filmbauten entwarf Franz Schroedter, für den Ton sorgte Fritz Seeger, die Aufnahmeleitung übernahm Walter Zeiske.

## Musik
Folgende Musiktitel wurden gespielt:
- Du hast in deinen Augen den Himmel und das Glück
- Grüß mir die süßen, die reizenden Frauen
- Komm mit nach Varasdin
- Komm, Zigany
- Wer hat euch erdacht, ihr süßen Frau’n?

Diese Titel erschienen im W. Karczag-Musikverlag in Wien.

## Kritiken
Paimann’s Filmlisten resümierte: „… primitive Dramaturgie, ungenügende Ensemble-Führung. Die Wieck eine repräsentative aber farblose Mariza, Marischka liebenswürdiger Tenor, doch mimisch zu wenig gedämpft, Szakall in einer Nebenrolle den Haupterfolg buchend. Saubere Aufmachung, stimmungsfördernde Außenaufnahmen.“

„Neben der »anmutig bildschönen« Dorothea Wieck und »Oswalds neuester Filmentdeckung« Hubert Marischka war (und ist) die »stilgerechte Wiedergabe« der Musik Kálmáns sicherlich der »Hauptfaktor des Erfolgs«, den der Film beim Publikum seit je her erreicht.“